# Pogost (tipo di insediamento)

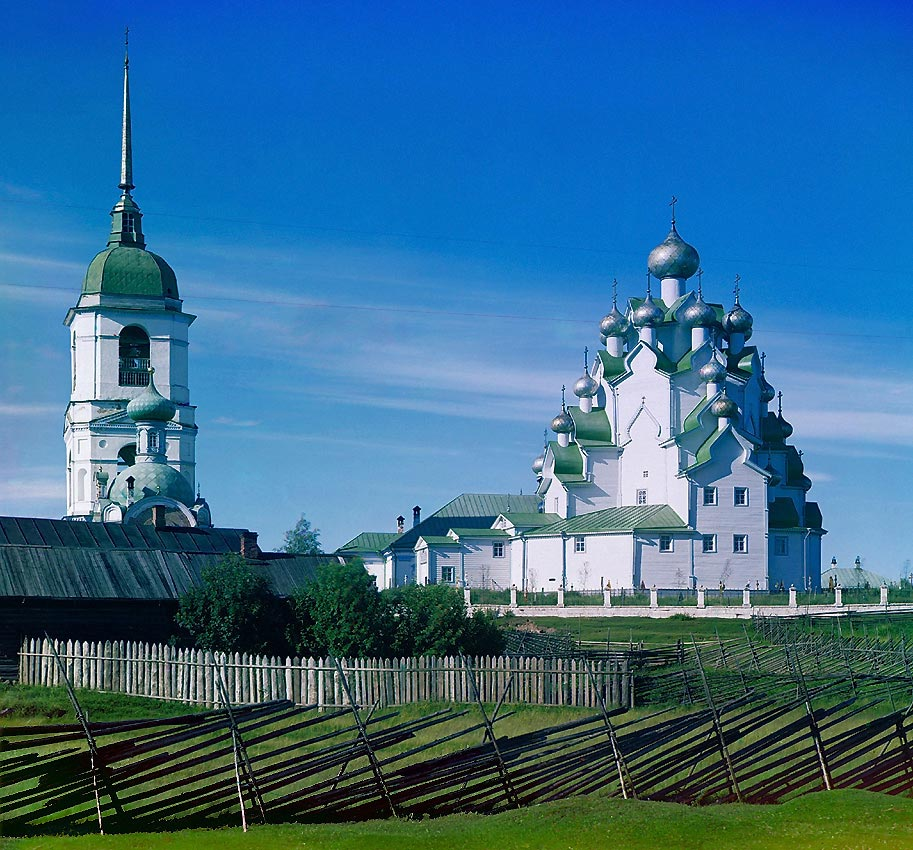
Vytegra Pogost, foto di Prokudin-Gorskij del 1909.

Pogost (in russo погост?, dall'antico slavo orientale: погостъ ) è un termine storico con diversi significati in lingua russa. È stato anche preso in prestito dal letgaliano (pogosts), finlandese (pogosta) e lettone (pagasts), con significati specifici.
L'uso originale si applicava alla locanda di posta con la parola simile al moderno russo gost (гость), "ospite". Si presume che in origine i pogost fossero comunità rurali alla periferia dell'antico stato del Rus', nonché centri commerciali (antico russo: gost'ba, гостьба).
Alla fine del X secolo i pogost si trasformarono in distretti amministrativi e territoriali. Erano di dimensioni variabili, da decine a centinaia di villaggi nell'XI-XIV secolo. Man mano che il cristianesimo si diffondeva in Russia, vennero costruite chiese nei pogost. Nel 1775 furono distrutti gli ultimi pogost che fungevano da distretti amministrativi. Da allora divennero noti come pogost cittadini (погосто - место), funzionando come centri parrocchiali.
Negli uezd centrali del XV-XVI secolo i pogost erano piccoli insediamenti con una chiesa e un cimitero, come il Pogost di Kiži o quello di Kadnikov. Nel russo moderno, i pogost di solito designano una combinazione di una chiesa rurale e un cimitero, situati in un luogo isolato.

## Utilizzo in Finlandia e Lettonia
Il villaggio centrale del kunta finlandese ("comune") di Ilomantsi è solitamente chiamato pogosta di Ilomantsi (Ilomantsin pogosta), la parola è ovviamente un prestito dal russo. Il dialetto locale finlandese mostra una forte influenza russa, e c'è una forte presenza di cristiani ortodossi nel comune. Anche il nome del giornale locale è Pogostan Sanomat ("Notizie Pogosta"), e una certa malattia virale è localmente chiamata "malattia di pogosta".
Nella moderna lingua finlandese, pogosta è anche usato in riferimento a luoghi storici, come sinonimo storico di "parrocchia" o "comune" in contesti careliani e russi.
Pagasts è il nome di un'unità di base dell'autogoverno locale nella Repubblica di Lettonia. La parola "pagasti" è un termine lettone comunemente usato, equivalente a parrocchia civile, comune rurale o piccolo distretto rurale, originaria del pogost russo. Ci sono 432 comuni rurali o pagasti in Lettonia.